# Meghypena
Meghypena là một chi bướm đêm thuộc họ Erebidae.